# Pachykellya bernardi
Pachykellya bernardi är en musselart som beskrevs av Powell 1927. Pachykellya bernardi ingår i släktet Pachykellya och familjen Neoleptonidae. Inga underarter finns listade i Catalogue of Life.